# Dagger Complex
Der Dagger Complex [ˈdægə(ɹ) kŏm'plĕks] (englisch für „Dolch-Anlage“) ist ein Stützpunkt von militärischen Nachrichtendiensten der Vereinigten Staaten in Darmstadt an der Gemarkungsgrenze zu Griesheim. Der Stützpunkt liegt südlich des ehemaligen August-Euler-Flugplatzes, am Eberstädter Weg Nr. 51.
Die Anlage gilt als einer der letzten drei Standorte der National Security Agency (NSA) neben Wiesbaden und Stuttgart – von ursprünglich „schätzungsweise 18 Einrichtungen in der Bundesrepublik“. Seit Ende der 2010er-Jahre dient der Standort nur noch als militärisches Rechenzentrum für das Consolidated Intelligence Center (CIC) in der Wiesbadener Lucius D. Clay Kaserne.

## Geschichte
Das im Westwald am Eberstädter Weg befindliche Areal lag bis 1937 in der Gemarkung der Stadt Griesheim und ging dann durch Zwangsausgemeindung zur Stadt Darmstadt über.
Der Standort hat seit seiner Existenz unterschiedliche Namen. Folgende Namen sind belegt: „USAF Security Services, 2nd Radio Squadron Mobile, Operations site“ (1951), Trainingarea Darmstadt-Griesheim, Darmstadt Training Center (DTC) und Local Training Area 6910 (LTA 6910). Die letztgenannte Bezeichnung, insbesondere deren Abkürzung, wird in offiziellen Dokumenten jüngeren Datums häufiger genutzt.

### 1951–1972
Gebaut und in Betrieb genommen wurde der Standort 1951 als Operationsbasis, mit Headquarters in Wiesbaden, der Luftwaffensicherheitsgruppe 2nd Radio Squadron Mobile „G“ (2nd RSM „G“), einer Einheit der 6910th Security Group (6910th Scty Grp), die Bestandteil des Air Force Security Service (USAFSS) war und vorher in Heidelberg stationiert war. Die 2nd RSM „G“ war von 1947 bis 1953 in der Ernst-Ludwig-Kaserne in Darmstadt untergebracht. Sie zog 1953 in die Cambrai-Fritsch-Kaserne um, wo sie bis zu ihrer Verlegung nach Augsburg im Mai 1972 blieb. Die Aufgaben der 2nd RSM „G“ war Cryptologic und Kommunikationssicherheit für die Air Force durchzuführen. Für diese Aufklärungszwecke wurde unter anderem auch ein Antennenfeld genutzt. Der 6910th Security Group war auch das 6911th Radio Squadron, Mobile (6911 RSM) unterstellt. Dieses war vom 8. Mai 1955 bis 31. August 1956 hier ebenfalls stationiert, bevor es am 1. September 1956 in 6911th Radio Group, Mobile umbenannt, der 6100 Security Wing unterstellt und verlegt wurde.

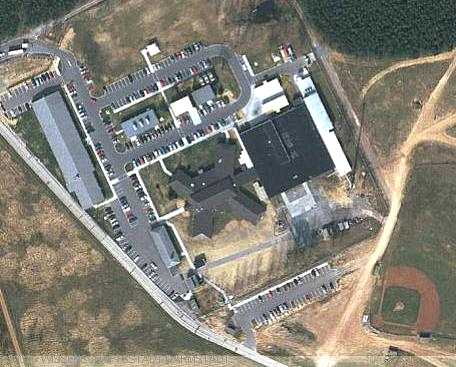
Luftbild des Dagger Complex mit damaligem Baseball-Feld (Stand 2003)

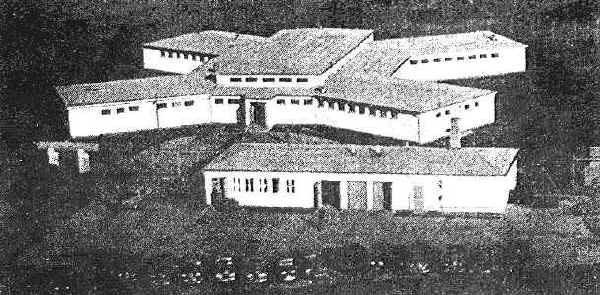
Außenansicht Control Center „Operations 6910th Security Wing“ (1950er Jahre)

In den 1950er Jahren arbeitete hier die U.S. Air Force SIGINT collection squadron. Auf einer Topographischen Karte des Landesvermessungsamtes ist bis 1976 nur ein einzelnes Gebäude im Bereich des heutigen Komplexes eingezeichnet.

### 1972–1999
Bis 1999 betrieben die Amerikaner hier eine Kaserne für Bedienstete der US-Armee und eine US-amerikanische Grundschule. Auf dem Areal befand sich auch ein Baseballfeld, das bis Anfang der 1990er Jahre auch von anderen Baseballclubs (beispielsweise den Darmstadt Rockets oder den Darmstadt Whippets 1992 e. V.) benutzt werden konnte. Das Baseballfeld wurde 1990 erbaut und lag direkt neben den Gebäuden, getrennt durch einen Zaun. Heute befindet sich an dieser Stelle ein Parkplatz.

### 1999–2006
Ab 1999 wurde das Gelände zum neuen deutschen Hauptquartier des US Army Intelligence and Security Command (INSCOM), des Nachrichtendienstes der U.S. Army, umgebaut und um 2.500 bis 7.000 Quadratmeter erweitert; die Kosten betrugen 18 Millionen US-Dollar. Ungefähr 50 INSCOM-Einheiten wurden noch 1999 von Augsburg und Bad Aibling nach Darmstadt verlegt.
Zusammen mit INSCOM wurden auch die 66th Military Intelligence Brigade und deren 527. Military Intelligence Battalion und 105. Military Intelligence Battalion (mit 169 Soldaten und 12 Zivilangestellten) bis zum Sommer 2004 an den neuen gemeinsamen Standort verlegt. Untergebracht waren die Einheiten in der ab 2020 der zivilen Nutzung zugeführten Cambrai-Fritsch-Kaserne und den Kelley Barracks (Leibgarde-Kaserne). Die 66th Military Intelligence Brigade zog im September 2008 nach Wiesbaden um. Ein Teil der 66th Military Intelligence Brigade verblieb jedoch in Darmstadt.
Die Soldaten der 66th Military Intelligence Brigade wohnten, seitdem das Nathan Hale Depot in Darmstadt 2008 geschlossen wurde, in Wiesbaden und wurden zum Dagger Complex transportiert, bis die neuen Gebäude in Wiesbaden fertig gestellt waren. Damit waren die bekannten Geheimdienstabteilungen der US-Armee, die auch die Abhörbasis Bad Aibling betrieben, nahe Griesheim in Darmstadt zu finden.
In einem Artikel in der amerikanischen Armeezeitung The Stars and Stripes 2003 wurde bestritten, dass die Verlegung der 66th Military Intelligence Brigade nach Darmstadt mit dem Bau der Satellitenschüsseln auf dem August-Euler-Flugplatz bei Griesheim in Zusammenhang stünde. Vielmehr habe es sich um eine Anlage der United States Navy (U.S. Navy Europa) gehandelt. Die nachrichtendienstliche Einheit der United States Navy (Naval Security Group; NAVSECGRU) befand sich ebenfalls im Dagger Complex. Diese Einheit betrieb, wie aus Quellen zu entnehmen war, jedoch auch Echelon-Posten. Das NAVSECGRU Detachment Griesheim wurde am 3. Oktober 2005 in NAVIODET Griesheim GE umbenannt, bevor es zum 30. September 2006 abberufen wurde. Danach betrieb die INSCOM den Komplex im Auftrag der NSA.

### 2006 bis 2024
Der Komplex war laut dem Spiegel im Juli 2013 eines der best geschützten Areale in Hessen und der größte nachrichtendienstliche Analyse- und Produktionsstandort der Vereinigten Staaten in Europa. Der dazugehörige 48 Hektar (104 Acres) große Übungsplatz wurde ebenfalls von der US-Armee (USAREUR; Stand: 2013) verwaltet und war für Landmanöver ausgewiesen.
Ab September 2013 wurde die 66th Military Intelligence Brigade drei Jahre lang von SOS International LLC (SOSi) bei der Planung, Sammlung und Auswertung von Geo-Daten unterstützt. SOS International LLC war damals der größte Spionagedienstleister der USA in Deutschland. Auch eine weitere große amerikanische Firma mit starkem Bezug zu militärischen Projekten, Science Applications International Corporation [SAIC] (ehemals Science Applications Incorporated), unterstützte damals die 66th Military Intelligence Brigade.
Zu den Einrichtungen im Dagger Complex zählte 2013 das „European Cryptology Center“ (ECC) – im östlichen Bereich, Gebäude 4373 – mit dem Schwerpunkt auf Signals Intelligence und das „European Security Operations Center“ (ESOC) mit dem „Information Dominance Center“ (IDC). Im ESOC arbeiteten unter anderem Information Assurance Security Analysts (IA Security Analysts). Vom 14. August 2008 bis 13. August 2011 war das Technologieberatungs-Unternehmen Booz Allen Hamilton, Inc. mit der Durchführung von analytischen Dienstleistungen (unter anderem Studien zur Überlebensfähigkeit) für das European Security Operations Center (ESOC) und die 66th Military Intelligence Group (MI GP) betraut.
Der Dagger Complex ist mit einer Richtfunkantenne ausgestattet. Für die tägliche Versorgung gibt es einen „Dagger Retail Store“ für Lebensmittel, einen Frisör „Barber Shop“, eine Snackbar, einen Geldautomaten und ein „Army Post Office“. Der Einkaufsbereich ist im Gebäude 4381 untergebracht. Der Complex ist in mindestens zwei Sicherheitsbereiche unterteilt. So liegt das vorgenannte Gebäude 4381 in einem äußeren Sicherheitsbereich, um mehr Personen den Zutritt zu erleichtern. Bewacht (unter anderem Einlasskontrolle) wird der Dagger Complex von der Pond Security Service GmbH, deren PKW auch auf dem Gelände anzutreffen sind. Für das Facility-Management ist die Firma Centerra Integrated Services GmbH zuständig.
Im Dagger Complex arbeiteten in den 2010er-Jahren etwa 1.100 Intelligence Professionals und Special Security Officers. Matthew Aid nannte 2013 etwa 50 Zivilbeschäftigte der NSA, eine Kompanie des U.S. Army’s 24th Military Intelligence Battalion von der 66th Military Intelligence Brigade, eine kleine Einheit (ca. 80 Analysten sowie Linguisten der 402nd Intelligence Squadron) der 693d Intelligence, Surveillance and Reconnaissance Group (693 ISRG) der U.S. Air Force, ein kleines Team von Mitarbeitern der Signal Intelligence des U.S. Marine Corps, die Company G des Marine Cryptologic Support Battalion, versetzt von ihrem Standort RAF Menwith Hill in England, sowie eine Anzahl weiterer Kooperationspartner.
Seit spätestens 2011 gehörte auch die 66th MI Integrated GEOINT Division (IGD) mit ihren Advanced Geospatial Intelligence-Analysten dazu (GEOINT, wörtlich „raumbezogene Aufklärung“, d. h. Zusammenführung von Geoinformationen mit Objektinformationen des militärischen Nachrichtendienstes). Die Ergebnisse der Arbeit fanden durchschnittlich zweimal pro Woche Eingang in die Lageberichte an den US-Präsident, die sogenannten Presidential Daily Briefs. Spiegel Online berichtete am 30. Dezember 2013, dass im „European Security Operations Center“ (ESOC) im Dagger Complex auch eine NSA-Abteilung Tailored Access Operations, zu deutsch maßgeschneiderte Operationen, kurz TAO, untergebracht ist.
Es wurde unter anderem vermutet, dass im Dagger Complex verschiedene Geheimdienste und nachrichtendienstliche Einheiten der Vereinigten Staaten Spionage betreiben – zum Teil in einem unterirdischen Komplex. So hatte die Firma MacAulay-Brown, der drittgrößte Spionagezulieferer des US-Militärs, im Jahr 2012 den Dagger-Complex als Deutschlandsitz angegeben.
Laut dem Spiegel soll im Dagger Complex in den 2010er-Jahren auch die Spionagesoftware XKeyscore (XKS) eingesetzt worden sein. Der Dagger Complex erhielt 2013 verstärkt öffentliche Aufmerksamkeit infolge der Enthüllungen von Edward Snowden im Rahmen der Überwachungs- und Spionageaffäre 2013.
Ende Mai 2014 berichtete Spiegel Online, dass für Planungs- und Bauherrenkosten des Standorts in den letzten 10 Jahren 858.000 Euro aus deutschen Steuermitteln gezahlt wurden.
Ende der 2010er-Jahre fand eine Verlegung der Mitarbeiter und der militärischen Einheiten nach Wiesbaden-Erbenheim statt. Dort befindet sich das Hauptquartier der US-Heeresführung in Europa (USAREUR). Auf dem dortigen Stützpunkt Lucius D. Clay Kaserne wurde das sogenannte Consolidated Intelligence Center fertiggestellt, das unter anderem abhörsichere Büros und ein Hightech-Kontrollzentrum besitzt, das auch von der NSA genutzt wird.

### Ab 2025
Geplant ist, dass das Darmstadt Training Center und somit der Dagger Complex so lange in Betrieb bleiben soll, bis neue Einrichtungen in Wiesbaden fertiggestellt worden sind. Nach einem Bericht der Frankfurter Rundschau vom 19. Februar 2025  wird er zzt. nur noch als Rechenzentrum genutzt was auch die am Rand des großen Parkplatzes (auf der rechten Seite des Komplexes) derzeit (Sichtbeobachtung 02/2025) 5, vermutlich mobilen Radome (Durchmesser von ca. 1-1,5 Meter) erklären könnte. Der weitere Zweck dieser ist derzeit unklar. Die Belegschaft dieses Standorts, der zum Nachrichtendienstes NSA gehört, zog bereits 2015 in das Consolidated Intelligence Center in der Wiesbadener Clay-Kaserne. Anfang 2025 wurde der umgebenden Zaun, im Bereich der daran lang führenden Straße, erneuert. Das Eingangstor ist weiterhin regelmäßig offen und mit Wachleuten besetzt.

## Proteste

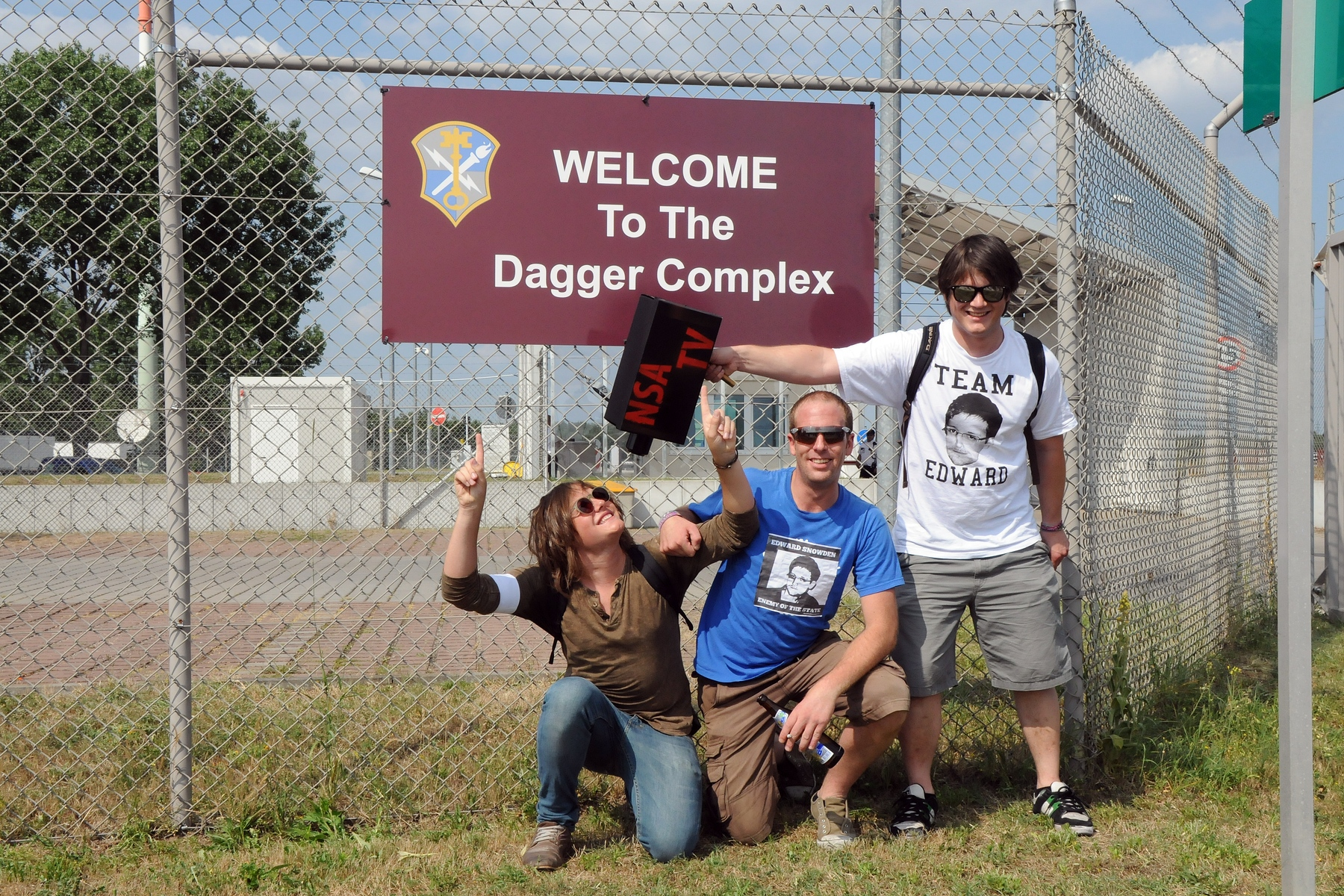
Demonstranten vor dem Dagger Complex (Juli 2013)

Am 13. Juli 2013 kam es vor dem Dagger Complex zu einer ersten Demonstration mit etwa 80 Teilnehmern. Ein Nutzer hatte scherzhaft als „NSA-Spion-Schutzbund e. V.“ zu einem Spaziergang zum Dagger Complex eingeladen, woraufhin er von Staatsschutz und Polizei aufgesucht und befragt wurde, um ihn dann darauf hinzuweisen, dass es sich bei der Veranstaltung um eine anmeldepflichtige Demonstration handle.
Eine zweite Demonstration mit etwa 450 Teilnehmern fand am 20. Juli 2013 statt.
Am 9. Mai 2015 kam es zu einer Eskalation bei dem samstäglichen Spaziergang des NSA-Spion-Schutzbund e. V. Der Initiator, Daniel Bangert (rechts im Bild, stehend), wurde vorübergehend festgenommen.